# گلوپ (نیومکزیکو)
گلوپ (به انگلیسی: Gallup) شهری در ایالت نیومکزیکو کشور ایالات متحده آمریکا است که جمعیت آن در سرشماری سال ۲۰۱۰ میلادی، ۲۱٬۶۷۸ نفر بوده‌است.

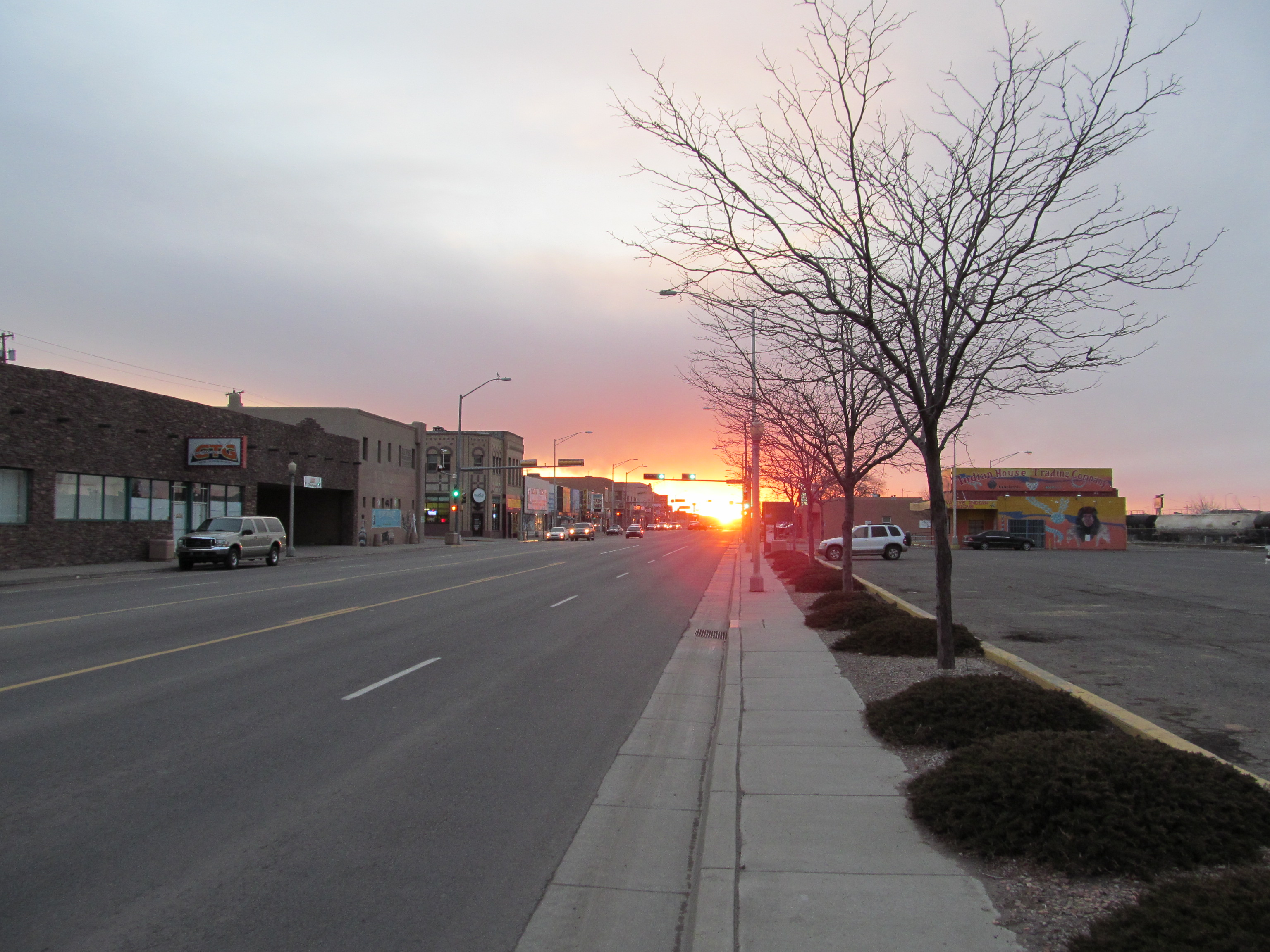